# 恋のティーンエイジャー
「恋のティーンエイジャー」（原題： A Teenager in Love）は、ディオン&ザ・ベルモンツが1959年3月30日に発表したシングル。作詞作曲はドク・ポーマスとモルト・シューマン。別題に恋する十代がある。
同年5月23日付のビルボード・Hot 100で5位を記録した。全英シングルチャートでは28位を記録した。

## カバー・バージョン
- マーティー・ワイルド - 1959年のシングル。
- フリートウッズ - 1961年のアルバム『Deep In A Dream』に収録[2]。
- ヘレン・シャピロ - 1963年のアルバム『A Teenager In Love』に収録[3]。
- ボブ・マーリー&ザ・ウェイラーズ - 1965年のシングル「Love and Affection」のB面。
- ルー・クリスティ - 1965年のシングル[4]。
- シャ・ナ・ナ - 1969年のアルバム『Rock & Roll Is Here to Stay!』に収録。
- ダニー・オズモンド - 1972年のアルバム『Too Young』に収録。
- レッド・ホット・チリ・ペッパーズ - 2002年のシングル「バイ・ザ・ウェイ」のB面。